# Hodògrafa

Segona llei de Kepler.

Una hodògrafa és un diagrama que mostra una representació vectorial de la velocitat relativa instantània en qualsevol punt d'un cos o d'un fluid que es deforma. S'usa en la física, l'astronomia, la meteorologia i en les matemàtiques.
William Rowan Hamilton va utilitzar l'hodògrafa com a eina d'investigació en els seus estudis sobre els moviments dels cossos.

## Realització

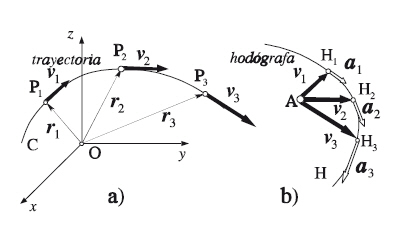
Hodòdrafa del moviment

L'hodògrafa del moviment d'un punt M en moviment amb relació a un punt fix O és la ubicació H dels punts P, tals que:
{\displaystyle {\overrightarrow {OP}}={\overrightarrow {V}}}
on {\displaystyle {\overrightarrow {V}}} és el vector velocidat de M a l'instant t.

Per a dibuixar l'hodògrafa d'un moviment es pren en un punt arbitrari A, que pot coincidir amb l'origen de coordenades, un vector equipol·lent (vector que té el mateix mòdul, direcció i línia d'acció paral·lela, però diferent punt d'aplicació) a la velocitat del mòbil. Es repeteix aquesta mateixa operació per al vector velocitat en les successives posicions que va ocupant el mòbil en la seva trajectòria. El lloc geomètric dels extrems dels vectors equipol·lents és l'hodògrafa del moviment. Mentre el mòbil P recorre la seva trajectòria, l'extrem H del vector equipolente a la seva velocitat instantània recorre l'hodògrafa.
Comparant l'hodògrafa (figura a la dreta) amb la trajectòria (figura a l'esquerra) és fàcil comprendre que la derivada de la velocitat respecte al temps, és a dir, l'acceleració, serà un vector tangent a l'hodògrafa, i que la celeritat del punt figuratiu H sobre l'hodògrafa serà igual al mòdul de l'acceleració.
Si la velocitat és constant en mòdul i direcció, l'hodògrafa queda reduïda a un punt; si només és constant en mòdul, l'hodògrafa és una corba situada sobre una superfície esfèrica de radi igual al mòdul de la velocitat.

## Transformació hodògrafa
La transformació hodògrafa és una tècnica utilitzada per a transformar equacions diferencials parcials no lineals en la versió lineal. Consisteix en intercanviar les variables dependents i independents en l'equació per aconseguir la linealitat.

## Física

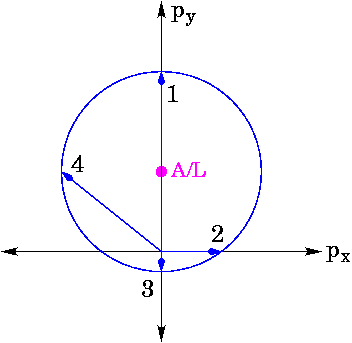
Representació de la trajectòria d'un planeta al voltant de Sol com una hodògrafa. Els quatre punts representen els quatre moments de l'òrbita d'un any, el cercle de la trajectòria segons les lleis de Kepler i la unió dels eixos d'abcissa i d'ordenada és la posició del Sol

En física, l'hodògrafa es construeix tant en el pla físic com en el pla de representació de les limitacions per a determinar el camp de les línies de lliscament en un material que es deforma plàsticament o les forces que actuen en un sistema.
També, s'utilitza en astronomia per representar la trajectòria dels planetes. El vector que connecta el Sol al planeta és inversament proporcional a la velocitat i la tangent de la trajectòria, la direcció del desplaçament instantani.

## Meteorologia

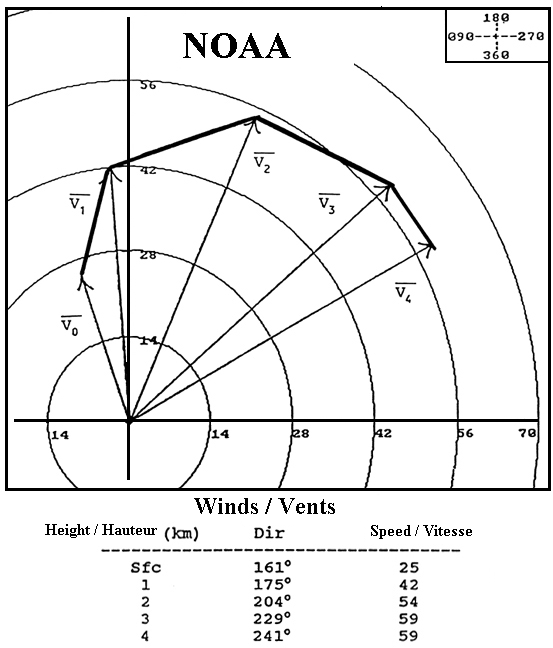
Hodògrafa amb els vents mesurats en un radiosondatge. (Font: NOAA)

L'hodògrafa s'utilitza en meteorologia per a representar la distribució vertical de vents horitzontals. Les dades d'aquests vents s'obtenen per radiosondatge.
Pren la forma d'un diagrama polar on la direcció és indicada per l'angle respecte al centre de la figura i la velocitat és la distància del centre. En la figura de l'esquerra, a la part inferior es troba la magnitud, direcció i velocitat del vent a diferents altures sobre el sòl. Aquestes dades estan dibuixades en la gràfica com vectors {\displaystyle {\vec {V}}_{0}}- {\displaystyle {\vec {V}}_{4}}. L'hodògrafa és doncs la línia que uneix el cap d'aquests vectors.
S'observa que l'angle des del qual bufa el vent és dibuixat com un reflex en aquest tipus d'hadògrafa, per tant, la part superior dreta de la imatge mostra cap a on assenyalen els vectors.
L'hodògrafa ens permet calcular diversos paràmetres en conjunció amb els diagrames termodinàmics, com el tefigrama:
- Cisallament: les línies que connecten els extrems d'aquests vectors mostren el canvi, tant de la direcció com de la magnitud, del vent respecte l'altitud. Elles representen el cisallament del vent en una capa de l'atmosfera, i és important conèixer-les per a fer un pronòstic del desenvolupament de les tempestes i del futur comportament dels vents.
- Turbulència: d'acord amb el valor del cisallament en una capa es pot deduir la turbulència, molt important per a l'aviació.
- Advecció de temperatura: per a conèixer el canvi de temperatura en una altitud, només cal veure la relació entre el vector del vent en aquest nivell i el cisallament entre aquest nivell i el superior. De fet, el vent indica la direcció d'on ve el vent i el cisallament en aquella direcció on hi ha un canvi de massa d'aire. A l'hemisferi nord, l'aire calent està a la dreta del cisallament, mentre que ocorre el contrari a l'hemisferi sud (vegeu el vent tèrmic). Per exemple, en el gràfic, el vent {\displaystyle {\vec {V}}_{3}} ve des del sud-oest i el cisallament és respecte a la dreta; per tant haurà una advecció d'aire calent en aquesta capa de l'atmosfera: aquesta capa s'escalfarà.